# هوارد مسون غور
وهو سياسي أمريكي ينتمي إلى الحزب الجمهوري ولد هوارد مسون غور في 12 تشرين الأول - أكتوبر من سنة 1887 في مقاطعة هاريسون بولاية فرجينيا الغربية شغل غور منصب وزير الزراعة الأمريكي ما بين عامي 1924 إلى عام 1925 حيث شغل بعدها منصب حاكم ولاية فرجينيا الغربية من عام 1925 إلى عام 1929 توفي هوارد مسون غور في 20 حزيران - يونيو من سنة 1947 في ولاية فرجينيا الغربية.